# Desmanthus illinoensis
Desmanthus illinoensis là một loài thực vật có hoa trong họ Đậu. Loài này được (Michx.) MacMill. miêu tả khoa học đầu tiên.

## Hình ảnh

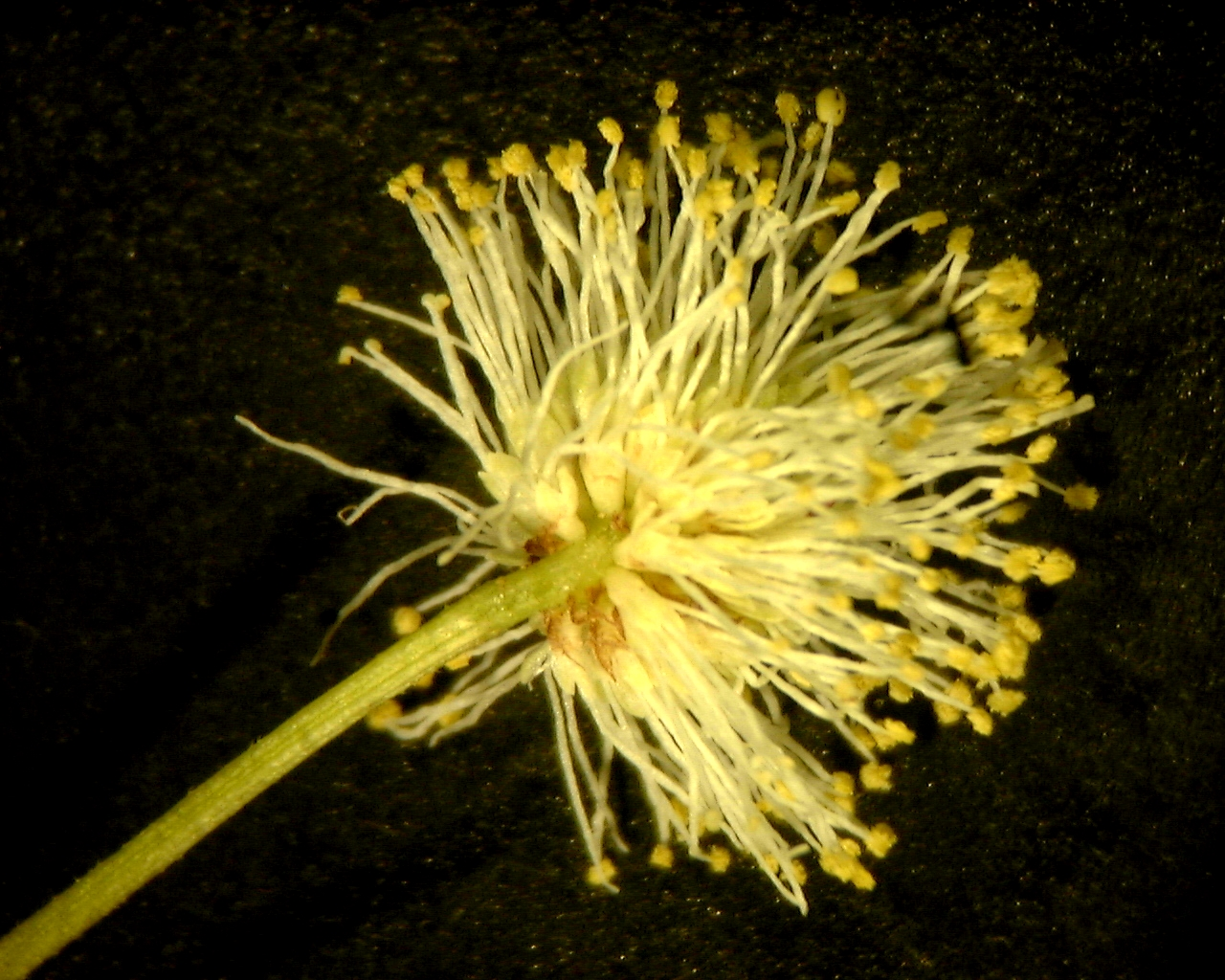
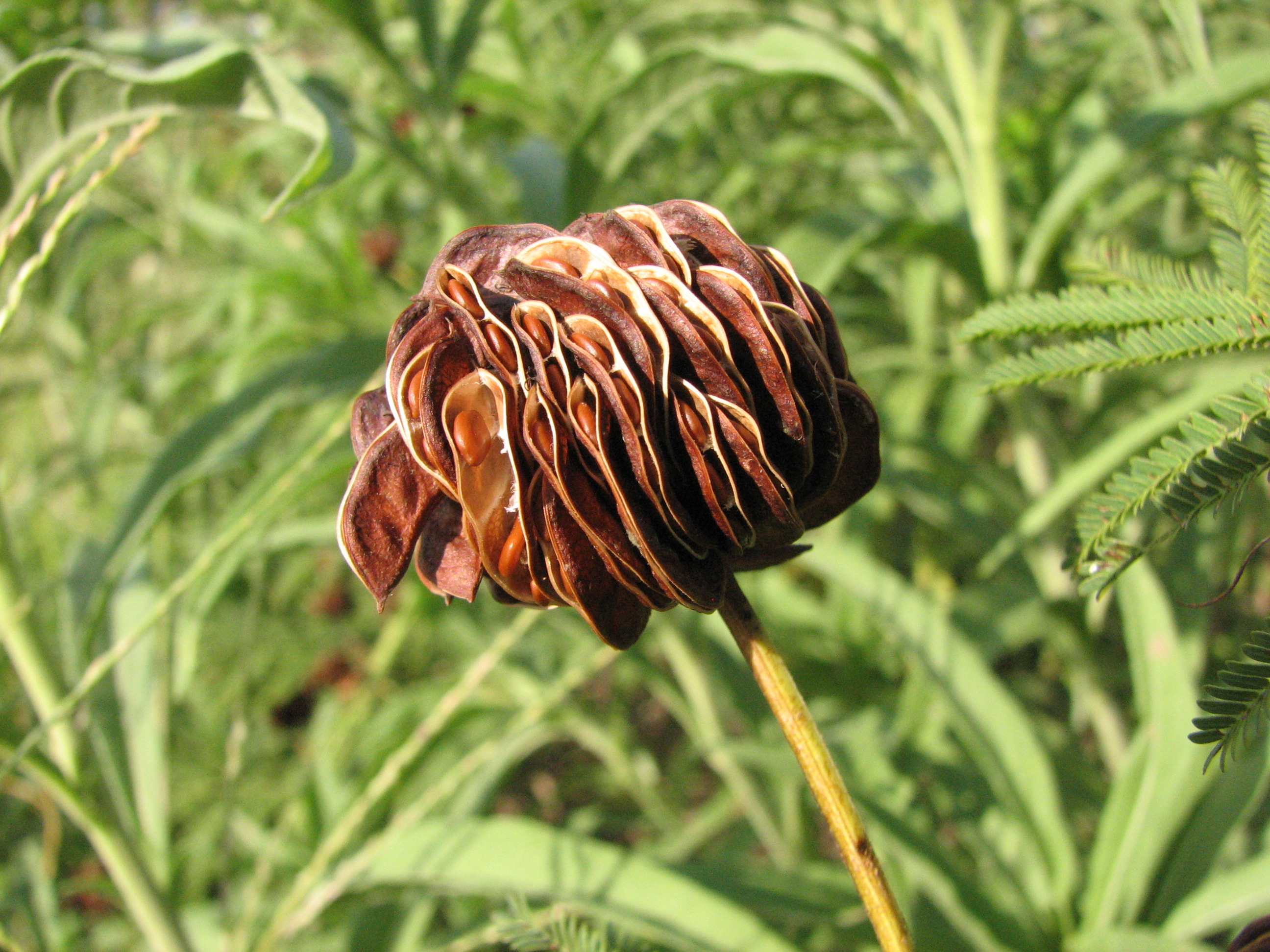
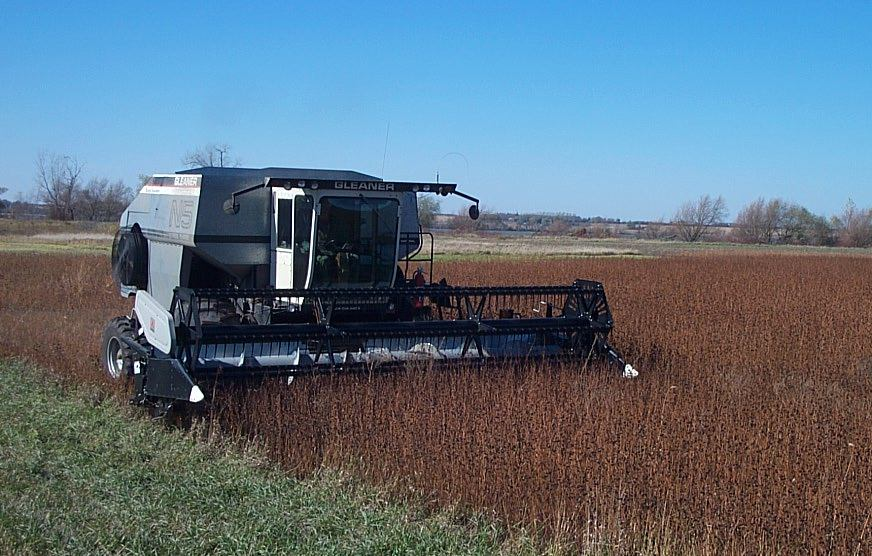
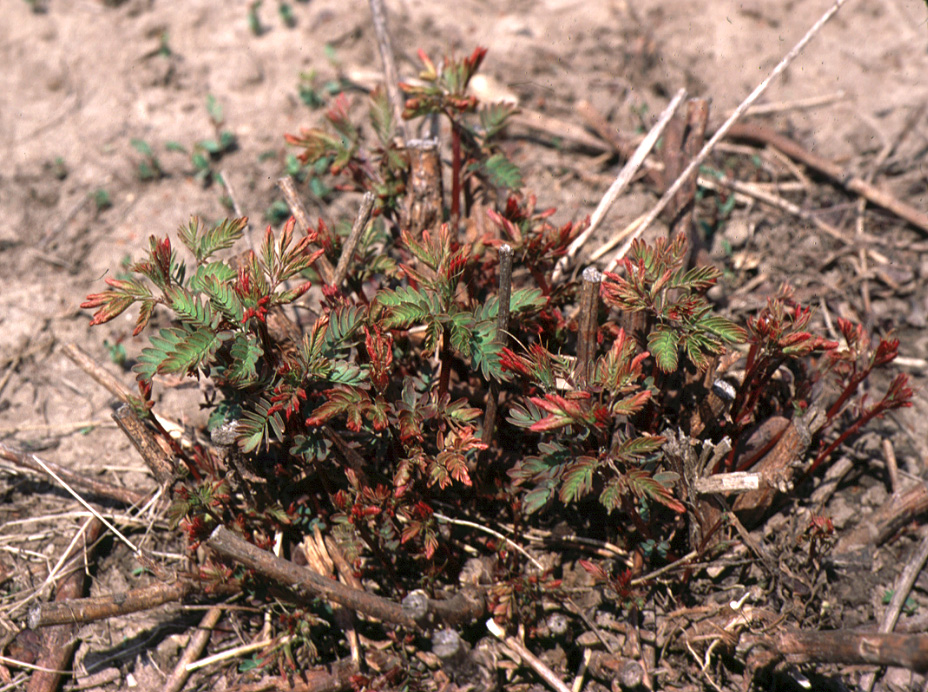